# Brabantul Valon
Brabantul Valon (franceză Le Brabant Wallon, neerlandeză Waals-Brabant, valonă Braibant walon, vl Waelsch-Barabant), provincie valonă din Belgia. Capitala sa este orașul Wavre. A fost formată în 1995 prin separarea vechii provincii Brabant în trei noi entități: Provincia Brabantul Flamand, Provincia Brabantul Valon și Regiunea Capitalei Bruxelles. 

## Comune
Brabantul Valon conține 27 de comune din care 5 au titlul de oraș.
| Harta | Nume |
| ----- | --- |
|       | 1. Beauvechain 2. Braine-l'Alleud 3. Braine-le-Château 4. Chastre 5. Chaumont-Gistoux 6. Court-Saint-Etienne 7. Genappe 8. Grez-Doiceau 9. Hélécine 10. Incourt 11. Ittre 12. Jodoigne 13. La Hulpe 14. Lasne 15. Mont-Saint-Guibert 16. Nivelles 17. Orp-Jauche 18. Ottignies-Louvain-la-Neuve 19. Perwez 20. Ramillies 21. Rebecq 22. Rixensart 23. Tubize 24. Villers-la-Ville 25. Walhain 26. Waterloo 27. Wavre |

1. ↑   https://web.archive.org/web/20171219014506/http://statbel.fgov.be/fr/statistiques/chiffres/environnement/geo/occupation_sol_cadastre/, arhivat din original la 19 decembrie 2017 Lipsește sau este vid: |title= (ajutor)
2. ↑  GeoNames, accesat în 9 iulie 2017